# Parage
Parage is een bestuurslaag in het regentschap Lebak van de provincie Banten, Indonesië. Parage telt 2637 inwoners (volkstelling 2010).